# Baszta Narożna

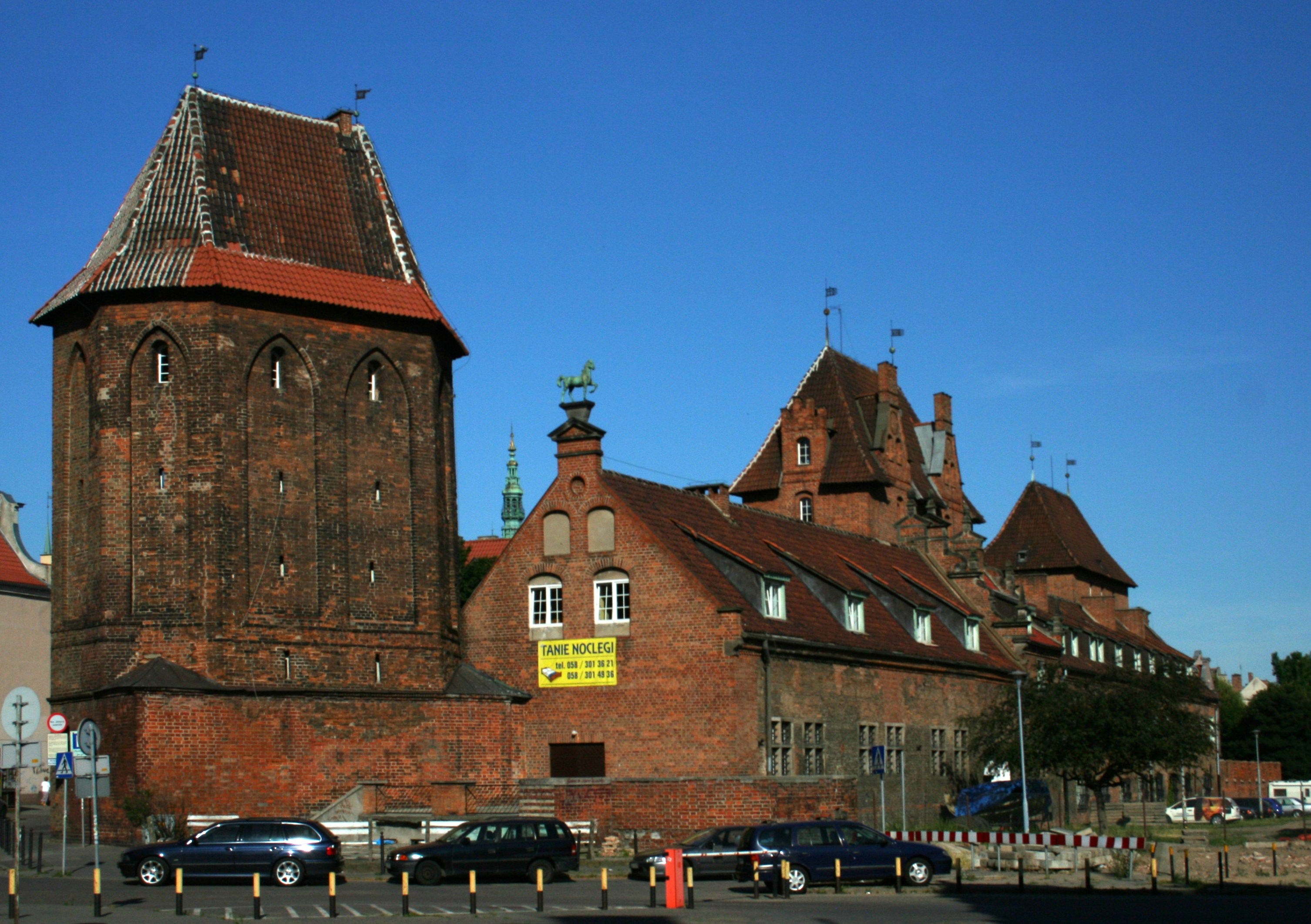
Ansicht der Baszta Narożna (Eckturm am Stadthof), rechts das Pfadfinderheim, dahinter die „neuen“ Wehrtürme (2010)

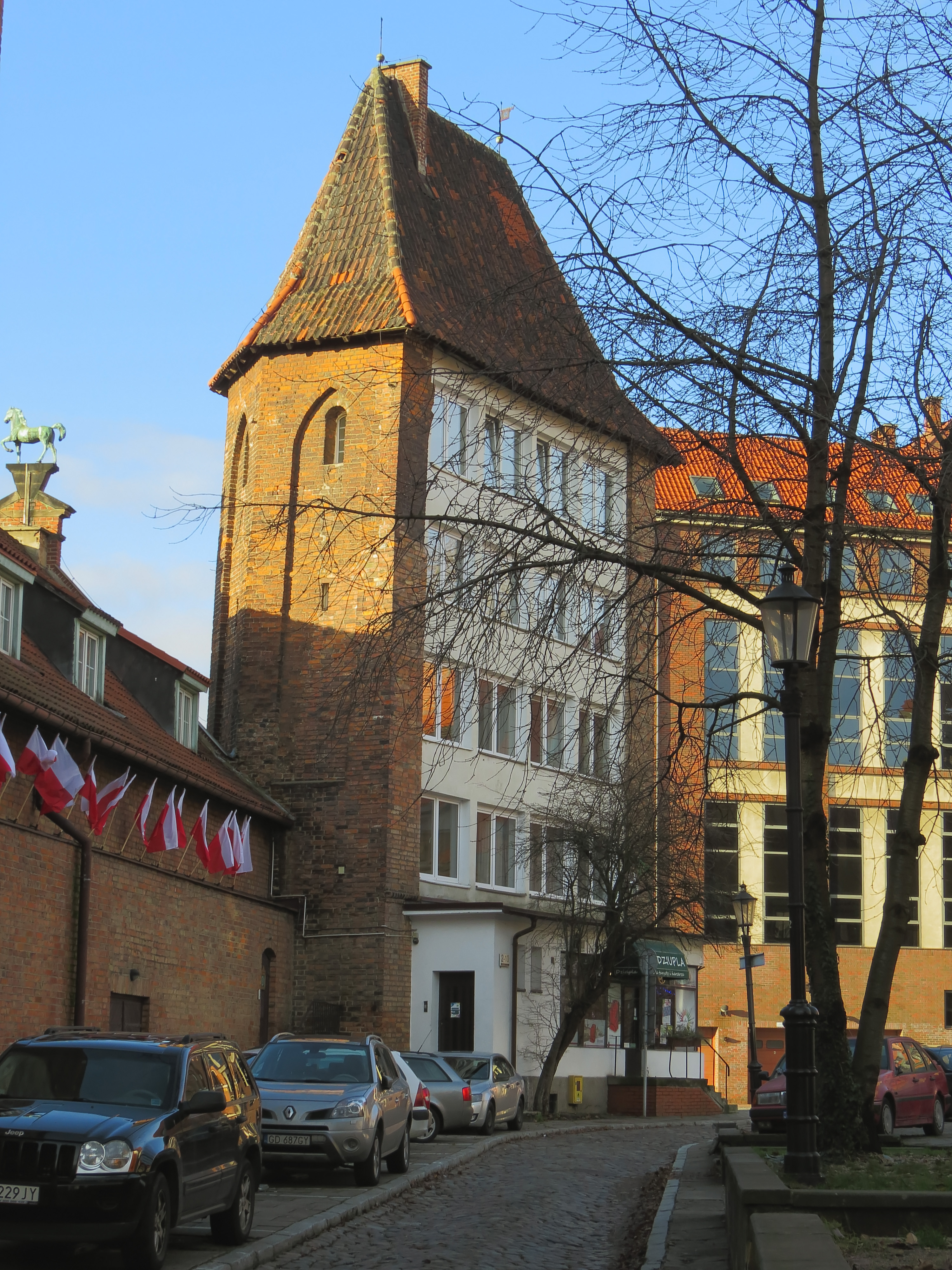
Ansicht von Osten

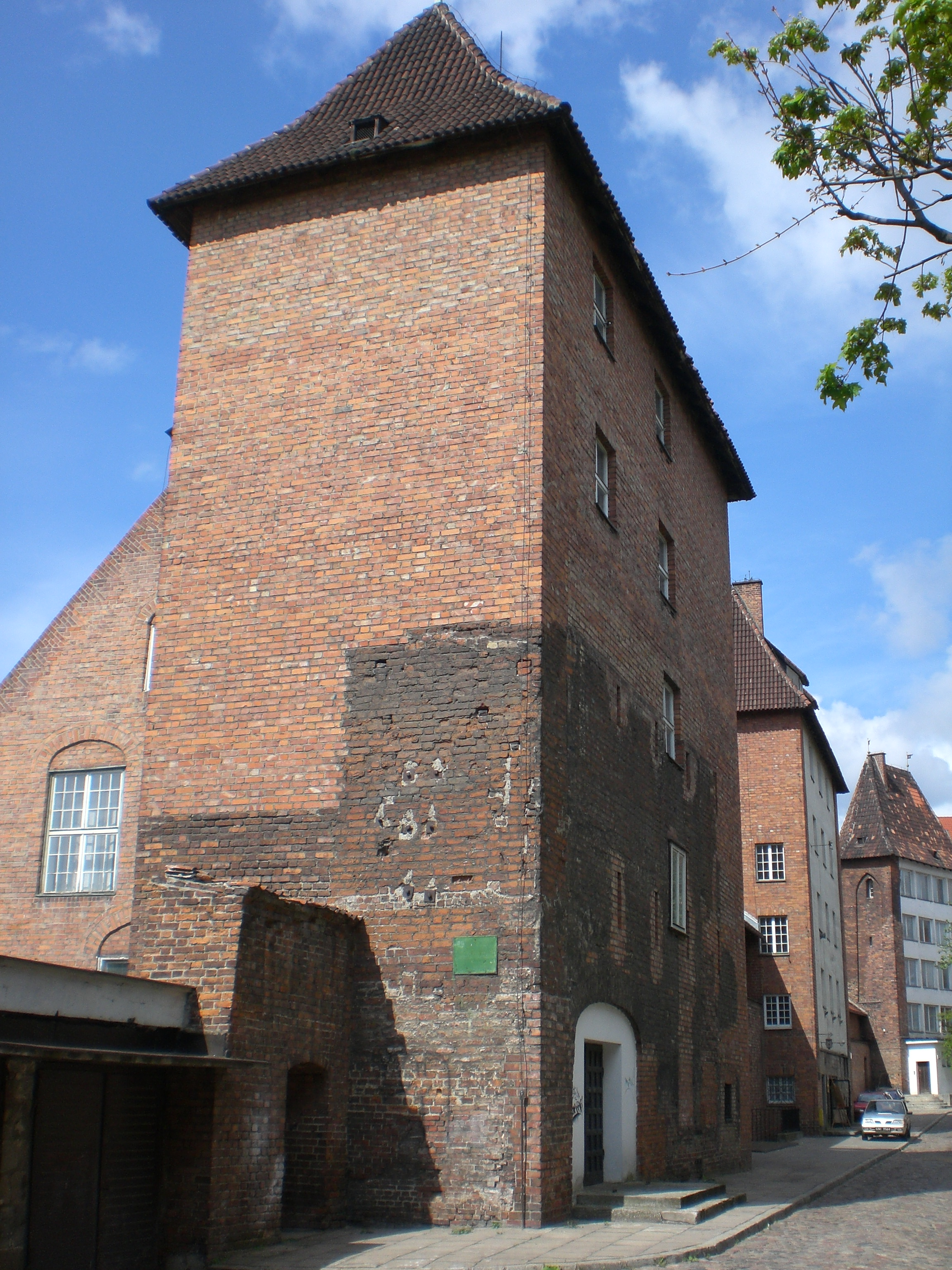
Baszta Browarna (vorne), Baszta Schultza und Baszta Narożna

Die Baszta Narożna (deutsch Eckturm am Stadthof) ist ein in der zweiten Hälfte des 14. Jahrhunderts erbauter Wehrturm (polnisch baszta) in Danzig in Polen. Als erster Turm der Stadtbefestigung diente er dem Schutz der Rechtstadt (Główne Miasto). Nach dem Bau der Festung Danzig blieb das Bauwerk erhalten und wird heute durch Pfadfinder genutzt.
Seit Zerstörung der um 1340 errichteten Danziger Ordensburg im Jahr 1454 ist er der älteste erhaltene Wehrturm der Stadt. Zwei weitere Türme vom Stadthof, die Baszty Schultza und Browarna, wurden auf alten Mauerresten nach dem Zweiten Weltkrieg neu errichtet.

## Geschichte
Ludolf König, Hochmeister des Deutschen Ordens, erteilte der Rechtstadt 1343 das Privileg eine Stadtmauer zu errichten. Am 26. März 1343 wurde der Grundstein für den Bau des Eckturms am Stadthof gelegt. Aus strategischen Gründen wurde mit dem Bau der Stadtmauer an der Landseite und an der südwestlichen Ecke der Stadt begonnen. Mitte des 14. Jahrhunderts umschloss eine 2300 Meter lange Mauer mit zahlreichen Türmen und Toren die Rechtstadt von Süden, Westen und Norden. Für die Wasserseite, im Osten an der Langen Brücke sind weder Bodenbefunde noch urkundliche Nachweise erhalten.
In der zweiten Hälfte des 14. Jahrhunderts erhielten die oberen Stockwerke schräg zugeschnittene Ecken. Schmückendes Element sind flache Aussparungen in Form von Spitzbögen. Früher waren in den Bögen verputzte Schilde angebracht, für keinen anderen Turm ist dies nachzuweisen. Seine endgültige Gestalt erhielt das Bauwerk in der zweiten Hälfte des 15. Jahrhunderts, als die vierte Mauer errichtet wurde, die den Turm auch stadtseitig abschloss. Der kleine Turm kam zur weiteren Stärkung der Verteidigung hinzu. Mit dem Bau der Festung verloren die Bauwerke ihre Wehrfunktion und der kleine Turm wurde abgetragen.
In den Jahren 1856–1857 wurde der Eckturm zusammen mit dem Gebäudekomplex des Stadthofs zum Hauptquartier der Feuerwehr umgebaut. Im Zweiten Weltkrieg wurden 1945 das Dach und die stadtseitige Mauer zerstört, das Innere brannte aus. Trotz Sicherungsmaßnahmen stürzte der östliche Teil der Mauer am 5. Juni 1960, während eines Sturms ein. Der Turm wurde Anfang der 1960er Jahre als Ergänzung des benachbarten Pfadfinderheims (Dom Harcerza) wiederhergestellt.
Unter den Nummern 74 und 115 wurde die Baszta Narożna am 18. Dezember 1959 und 7. November 1967 in die Nationale Denkmalliste der Woiwodschaft Danzig (heute Woiwodschaft Pommern) eingetragen.

## Beschreibung
Der sechseckige Turm auf einem rechteckigen Sockel von sechs mal zwölf Metern hat fünf Geschosse und ist 15 Meter hoch. Die Mauern sind 1 bis 1,5 Meter stark. Ursprünglich war der Turm an der Stadtseite offen. Er wird von einem steilen Walmdach gekrönt. Der stadtseitige Abschluss hat den schmucklosen Stil der 1960er Jahre. Dort ist an den Sockel ein kleiner Laden angebaut.

## Baszta Schultza und Baszta Browarna
Die Zerstörungen des Zweiten Weltkriegs legten umbaute Sockel und weitere Teile von zwei weiteren Türmen am Stadthof frei. Der „Turm Schultz“ (Baszta Schultza nach dem Maler Johann Karl Schultz, der auch den Stadthof darstellte) und der „Brauereiturm“ (Baszta Browarna) wurden auf den Turmfundamenten nach historischen Abbildungen von Grund auf neu aufgebaut. Die Baszta Schultza wird als Pfadfinderherberge genutzt.

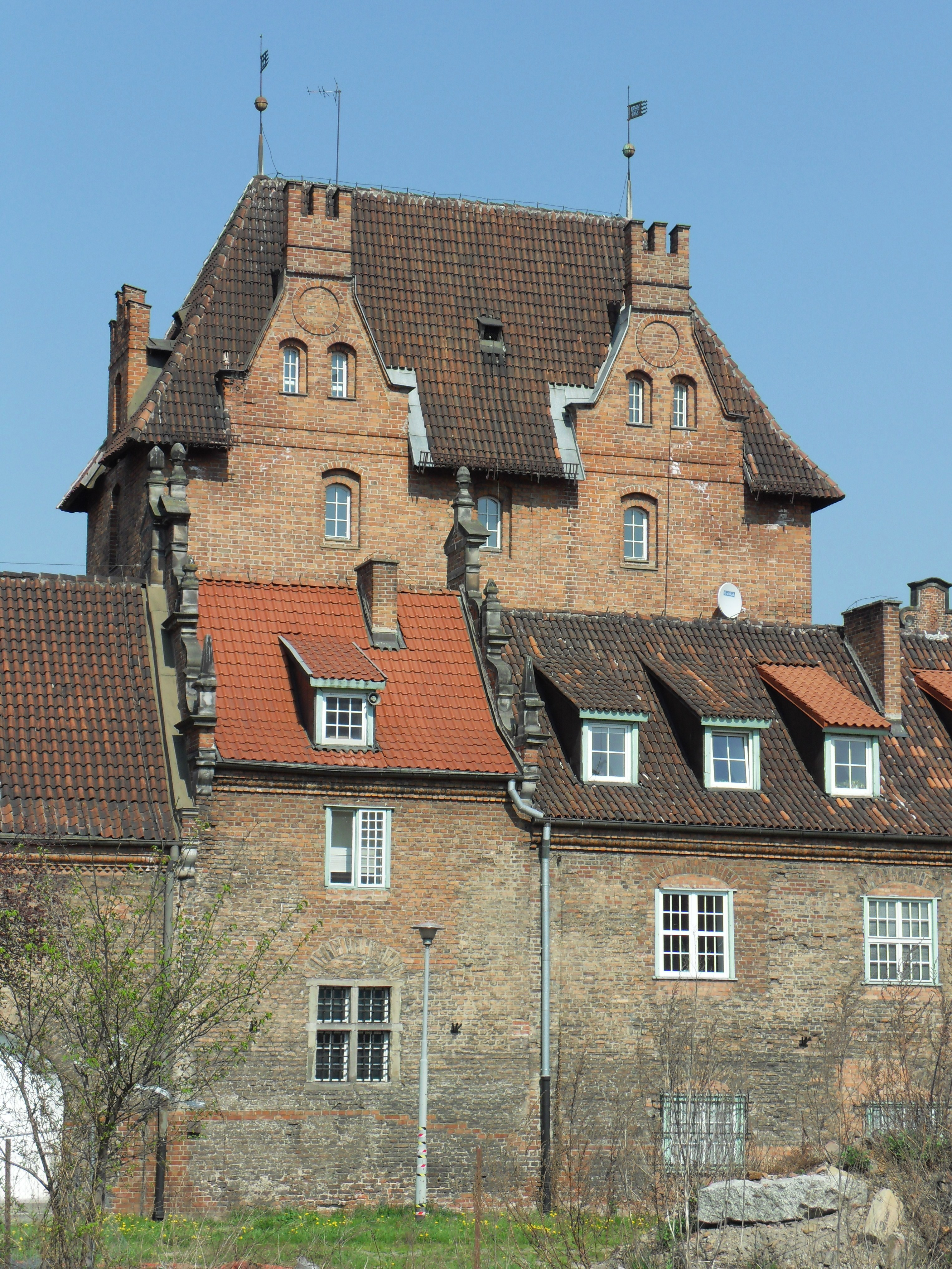
Baszta Schultza mit den Häusern der Stadtmauer-Überbauung
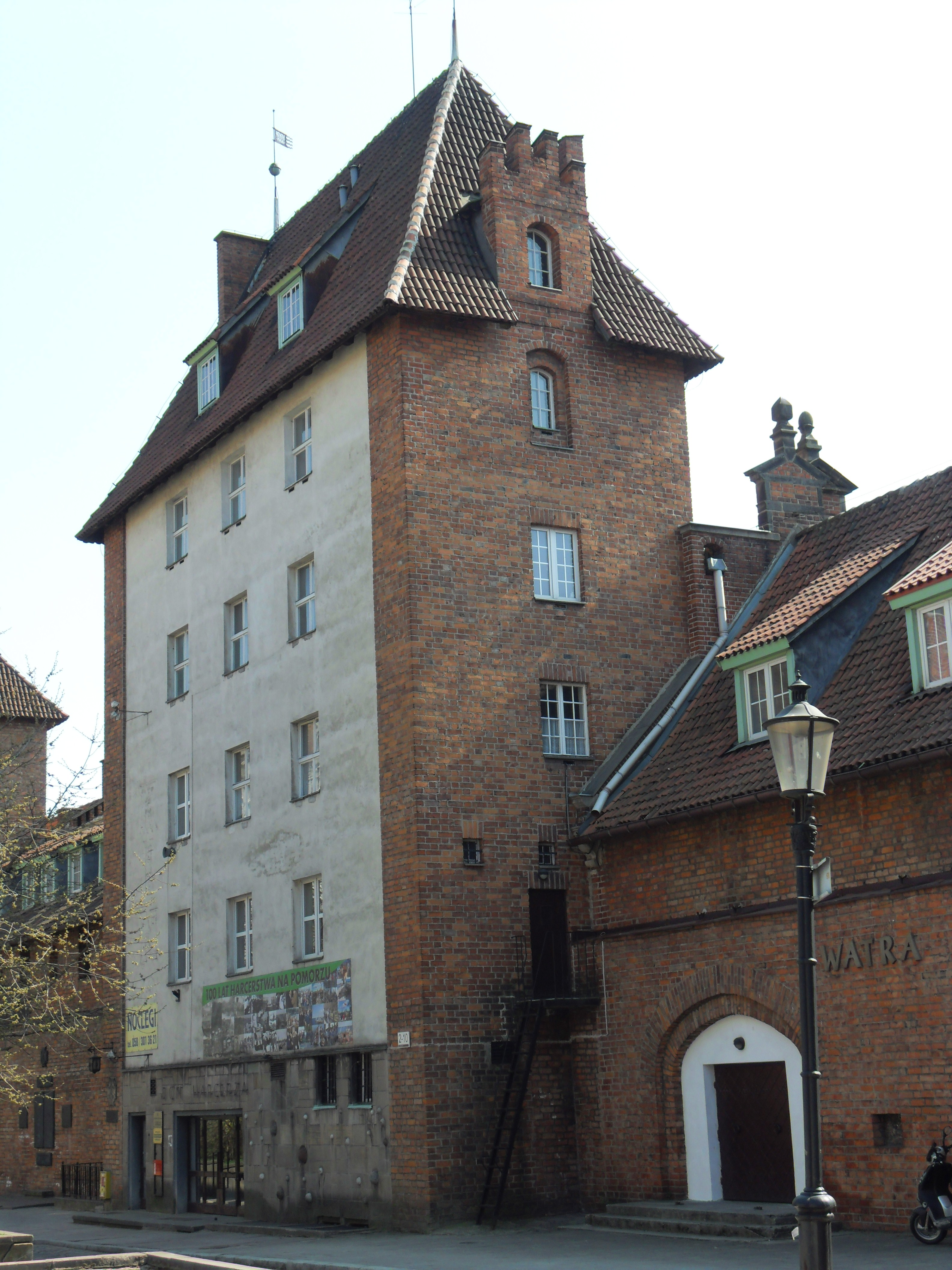
Baszta Schultza, Stadtseite
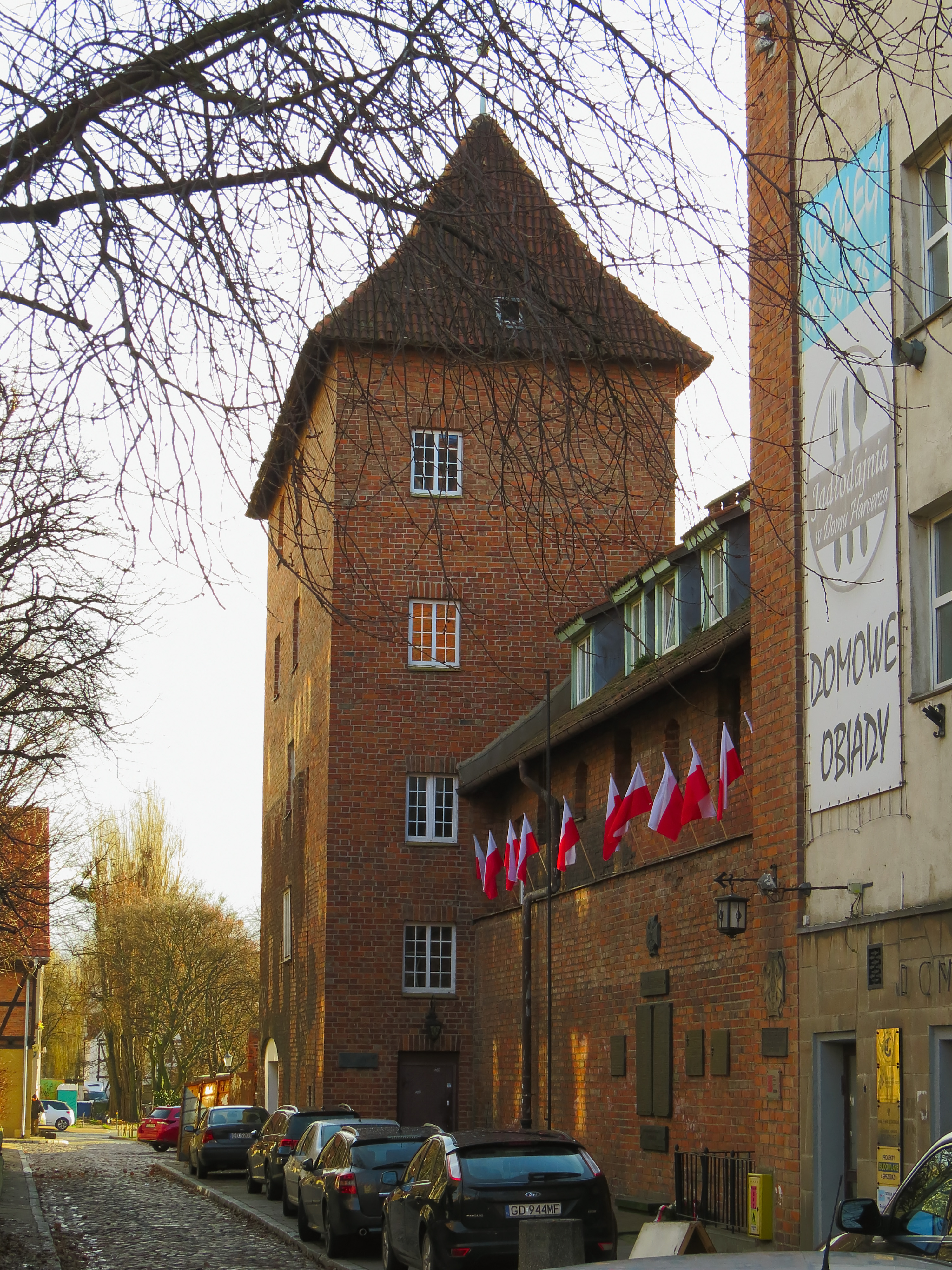
Baszta Browarna, Stadtseite
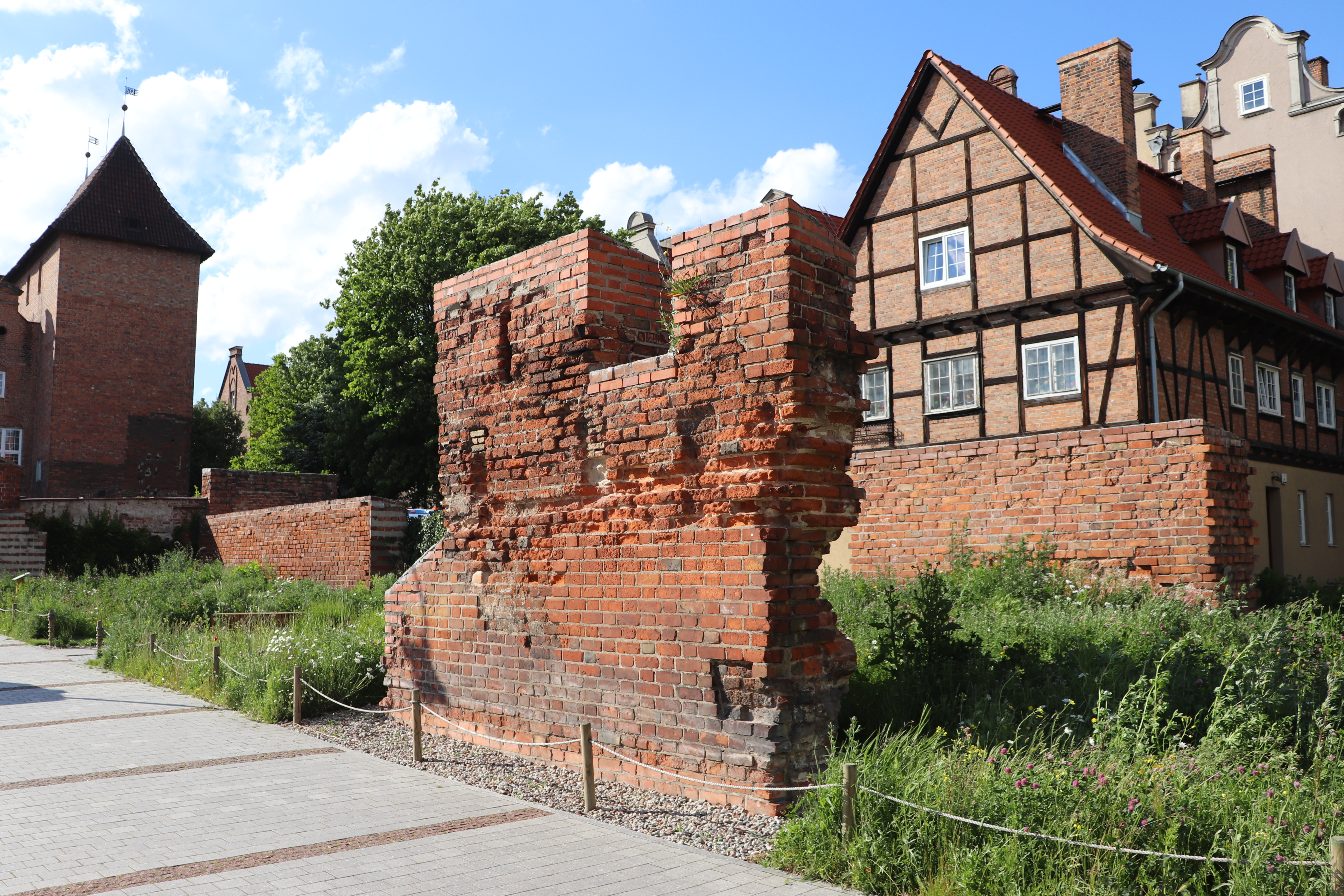
Stadtmauerrest und Baszta Browarna